# 奧尼爾冰原島峰
79°1′S 85°0′W / 79.017°S 85.000°W
奧尼爾冰原島峰（英語：O'Neal Nunataks），是南極洲的冰原島峰，位於埃爾斯沃思地，處於巴斯蒂安山脈南端，屬於埃爾斯沃思山脈的一部分，由明尼蘇達大學探險隊命名，現時由南極條約體系管理。